# Партия Уэльса
Па́ртия Уэ́льса (валл. Plaid Cymru (/plaɪd ˈkəmrɨ̞/), англ. Party of Wales) — левоцентристская политическая партия валлийских националистов. Отстаивает идеи отделения Уэльса от Великобритании и создания независимого государства. Обычно наибольшую поддержку получает в сельских районах северного и западного Уэльса, среди населения, говорящего на валлийском. На парламентских выборах Великобритании в 2010 Партия Уэльса получила 11,3 % голосов всех избирателей Уэльса.
Партия имеет четыре из 40 уэльских мест в палате общин парламента Великобритании и 10 из 60 мест в валлийском Сенедде. Имеет 2 из 4 полицейских комиссаров Уэльса. Всего в рядах партии насчитывается порядка 10 тысяч человек.
Plaid тесно сотрудничает с Шотландской национальной партией: они образуют коалицию в британском парламенте, а также принимают участие в деятельности Европейского свободного альянса. Но по рейтингу валлийские националисты заметно отстают от своих шотландских коллег.

## Идеология
1. Отделение Уэльса от Великобритании.
2. Попытки добиться членства Уэльса в ООН.
3. Создание двуязычного сообщества, возрождение валлийского языка.
4. Движение к экономическому процветанию, социальной справедливости и защищённой окружающей среде на основе децентрализированного «общинного социализма» (community socialism, положение утверждено в 1981 году)
5. Построение гражданского национализма, открытого для представителей всех этнических и языковых групп, рас и т.д.

Партия скорее имеет уклон к гражданскому национализму, нежели к этническому. Возможно, причиной этому послужило то, что число иммигрантов из Третьего мира ничтожно мало. Они составляют около 15 % жителей Кардиффа, и это максимальный процент по Уэльсу. В социальных вопросах занимает довольно либеральные позиции.

## История
Партия основана 5 августа 1925 под названием Plaid Genedlaethol Cymru (Национальная партия Уэльса) бывшими членами националистической партии северного Уэльса Byddin Ymreolwyr Cymru («Армия уэльского гомруля») и подпольного националистического движения Y Mudiad Cymreig («Валлийское движение»).
В число первых членов входили известные в стране писатели Сондерс Льюис, Д. Дж. Вильямс и Льюис Валентайн. Название партии вскоре изменилось на более узнаваемое Plaid Cymru. Наконец, 24 февраля 2006 из него исключили слово Cymru («Уэльс»), осталось только Plaid (точнее, Y Blaid), что переводится просто как «партия».
На ранних периодах своей деятельности Plaid Cymru участвовала практически во всех выборах, предпочитая делать акцент на пропаганде валлийского языка и культуры, что вызывало споры в националистическом движении: что является приоритетом — возрождение валлийского языка или конституционное отделение от Великобритании.
Во время Второй мировой деятельность партии заставила правительство Великобритании высказывать предположение, что эту организацию могут использовать в качестве прикрытия германские шпионы. Кроме того, тогдашний лидер партии Сондерс Льюис ещё в 1936 положительно оценивал деятельность Адольфа Гитлера, заявив, что «он быстро выполнил своё обещание — над которым издевались во всех лондонских газетах в течение последних месяцев — и полностью уничтожил финансовое засилье евреев в экономике Германии».
Всё это послужило причиной раскола, в результате которого было образовано Уэльское республиканское движение.
Усиление националистических настроений в Уэльсе пришлось на вторую половину 60-х годов: в 1966 году «Партия Уэльса» одержала победу на довыборах — член Plaid Cymru Гвинвор Эванс был впервые избран депутатом парламента, получив большинство голосов в избирательном округе Кармартен, а в следующем году британский парламент принимает Акт о валлийском языке, закрепивший его использование в государственных учреждениях региона. С 1974 года партия постоянно представлена в Палате общин.
На конференции делегатов Plaid Cymru в 2003 году в Кардиффе единогласно было поддержано заявление об основном политическом приоритете партии — борьбе за независимость Уэльса. Однако, в выступлении лидера партии Иейана Вин Джонса не прозвучало слово «независимость», заменённое на более нейтральное «самоуправление». Джонс резюмировал результаты текущего процесса деволюции — передачи части полномочий парламента Великобритании местным законодательным органам Шотландии, Северной Ирландии и Уэльса, сказав, что последние не приобрели достаточно власти.

## Изменение имиджа

Стилизованное изображение жёлтого мака — эмблема партии с 2009 года

На съезде в Кармартене в 2006 партия пошла на радикальное изменение своего имиджа. Было принято решение переименовать партию в Plaid, хотя официальным названием остается «Plaid Cymru — Партия Уэльса». Партийные цвета изменились с традиционных зелёного и красного на жёлтый, а официальной эмблемой стал валлийский мак.